# Jaroslava Blažková
Jaroslava Blažková (Velké Meziříčí, 1933. november 15. – Guelph, Kanada, 2017. február 20.) szlovák író, publicista.

## Élete
A morvaországi Velké Meziříčíben született 1933. november 15-én. Középiskolai tanulmányait Prágában kezdte el, majd Pozsonyban érettségizett. 1954-ben diplomázott a Comenius Egyetem filozófia szakán. Ezt követően újságíróként kezdett el dolgozni és írással is foglalkozott. Az 1960-as évek elején a Mladá Tvorba ifjúsági irodalmi újság szerkesztője volt. Novellái jelentek meg a Maldá Tvorba, a Kultúrny život és más újságokban is. Első regénye a Nylonhold 1961-ben jelent meg. 1968-ban, Csehszlovákia szovjet megszállása után Kanadába emigrált és Torontóban telepedett le.

## Művei
Regények, novellák
- Nylonhold (Nylonový mesiac) (1961); ford. Ordódy Katalin
- Jahniatko a grandi (1964)
- Môj skvelý brat Robinson (1968)
- ... ako z gratulačnej karty (1997)
- Svadba v Káne Galilejskej, (2001)
- Hepiend (Happyendy) (2005)
- To decko je blázon (Zo spomienok rozmaznanej dcérušky) (2013)

Gyermekkönyvek
- Tóno, ja a mravce (1961)
- Ostrov kapitána Hašašara (1962)
- Ohňostroj pre deduška (1962)
- Daduška a jarabáč (1965)
- Ako si mačky kúpili televízor (1967)
- Rozprávky z červenej ponožky (1969)
- Minka a pyžaminka
- Traja nebojsovia a duch Miguel
- Mačky vo vreci

## Magyarul
- Daduska és a kendermagos; szöveg Jaroslava Blažková, rajz Irena Tarasová, ford. Hideghéty Erzsébet; Mladé letá, Bratislava, 1964
- Tüzijáték nagyapónak; ford. Monoszlóy M. Dezső; SVKL, Bratislava, 1964
- Tóni, én és a hangyák; ford. Hubik István; SVKL, Bratislava, 1965
- Nylonhold; ford. Ordódy Katalin; Slovenské vydavateľstvo krásnej literatúry–Móra, Bratislava–Bp., 1965
- Cica-televízió; ford. Rab Zsuzsa; Mladé letá–Móra, Bratislava–Bp., 1967
- Hepiend; ford. Vályi Horváth Erika; AB-art, Bratislava, 2014 (Kenguru zsebkönyvek)